# 塚越一弘
塚越 一弘（つかごし かずひろ、1958年3月14日 - ）は、栃木県出身の元騎手・元調教助手。

## 来歴
1977年3月に東京・大久保良雄厩舎からデビューし、昆貢・田原成貴と同期になる 。
1年目の1977年は3月5日の中山第1競走4歳以上500万下・ヒロトモエ（7頭中2着）で初騎乗を果たし、同馬に騎乗した同19日の中山第1競走4歳以上勝入500万下で初勝利を挙げる。同年は8月20日・21日の新潟で初の2日連続勝利を挙げるなど6勝をマークしたが、2年目の1978年は3勝に終わる。
3年目の1979年には東京障害特別（春）・ソーウンオーで人馬共に唯一の重賞勝利 を挙げ、ソーウンオーと同じシャトーゲイ産駒のトーワシャトーで東京障害特別（秋）3着・中山大障害（秋）4着に入った。
1980年には2月16日の東京第2競走4歳未勝利で後にウィナーズサークルの母となるクリノアイバーで勝利し、6月7日の東京第9競走4歳400万下では父コントライト・母父シンザンのアンフィトライで14頭中14番人気ながら勝利して単勝万馬券の波乱を起こすなど、自身唯一の2桁勝利となる12勝をマーク。
1984年の函館3歳ステークスでは重賞初出走のタカラスチールに騎乗したがエルプスの6着に終わり、1985年からはフリーとなる。
1987年12月17日には夜に中京の調整ルーム内で、国兼正浩の騎乗を批判し、国兼と口論となった末に顔面を殴って打撲傷を負わせ、開催日4日間の騎乗停止を受けた。2024年に池添謙一と富田暁が「互いに粗暴な行為」で騎乗停止になった際、競馬評論家の須田鷹雄が自身のXに「騎手どうしの喧嘩というと塚越一弘vs国兼正浩を思い出してしまう」と投稿している。
1989年には夏の函館と秋の福島で共に3勝を挙げるなど9勝をマークし、1990年には全て特別戦で3勝、1991年には全て新潟戦で前年に続く3勝を挙げた。
1993年には初めて0勝に終わるが、1994年には冬の小倉戦3勝を含む4勝をマーク。
1996年3月16日の中京第2競走4歳未勝利・クインプラネットが最後の勝利となり、8月18日の函館第6競走4歳以上500万下・イズミアモン（12頭中2着）が最後に引退。
引退後は調教助手へ転身し、松永康利厩舎の運営に携わった 。
調教助手引退後も美浦トレセンの目と鼻の先に住み、競馬予想サイト「競馬ナビ」に監修者として協力している 。

## 騎手成績
| 通算成績 | 1着 | 2着 | 3着 | 4着以下 | 出走回数 | 勝率 | 連対率 |
| -------- | --- | --- | --- | ------- | -------- | ---- | ------ |
| 平地     | 80  | 98  | 124 | 1950    | 2252     | .036 | .079   |
| 障害     | 6   | 7   | 7   | 46      | 66       | .091 | .197   |
| 計       | 86  | 105 | 131 | 1996    | 2318     | .037 | .082   |

主な騎乗馬
- ソーウンオー（1979年東京障害特別 (春)）